# Benznidazol
Benznidazolul este un antiprotozoaric derivat de nitroimidazol, fiind utilizat în tratamentul bolii Chagas. Calea de administrare disponibilă este cea orală.
Molecula a fost aprobată pentru uz medical în anul 1971. Se află pe lista medicamentelor esențiale ale Organizației Mondiale a Sănătății.

## Utilizări medicale
Benznidazolul este utilizat în tratamentul bolii Chagas (tripanosomiaza americană), cauzată de infecția cu Trypanosoma cruzi, la pacienții cu vârste cuprinse între 2 și 12 ani. Se poate utiliza și la adulți, dar off-label.